# Моліна-ді-Ледро
Моліна-ді-Ледро (італ. Molina di Ledro, вен. Mołina de Łedro) — колишній муніципалітет в Італії, у регіоні Трентіно-Альто-Адідже,  провінція Тренто. У 2010 році муніципалітет об'єднали разом з муніципалітетами Беццекка, Кончеї, П'єве-ді-Ледро, Тіарно-ді-Сопра і Тіарно-ді-Сотто, у єдиний муніципалітет Ледро.
Моліна-ді-Ледро була розташована на відстані близько 470 км на північ від Рима, 34 км на південний захід від Тренто.
Населення — 1577 осіб (2009).

## Демографія
Населення за роками:
Станом на 31 грудня 2009 року в муніципалітеті офіційно проживало 111 іноземців з 19 країн, серед них 19 громадян країн Євросоюзу та 1 громадянин України.

## Сусідні муніципалітети
- Беццекка
- Лімоне-суль-Гарда
- Наго-Торболе
- П'єве-ді-Ледро
- Рива-дель-Гарда
- Тіарно-ді-Сопра
- Тремозіне